# بوب ميلر (لاعب هوكي الجليد)
بوب ميلر (بالإنجليزية: Bob Miller)‏ هو لاعب هوكي الجليد أمريكي، ولد في 28 سبتمبر 1956 في ميدفورد في الولايات المتحدة.

## وصلات خارجية
- بوب ميلر على موقع دوري الهوكي الوطني (الإنجليزية)
- بوب ميلر على موقع قاعة مشاهير الهوكي (لاعب أن.إتش.أل) (الإنجليزية)
- بوب ميلر على موقع EliteProspects.com (الإنجليزية)
- بوب ميلر على موقع HockeyDB.com (الإنجليزية)
- بوب ميلر على موقع Hockey-Reference.com (الإنجليزية)
- بوب ميلر على موقع أوليمبيديا (الإنجليزية)